# Liste des préfets de l'Orne
Liste des préfets de l'Orne depuis 1800.

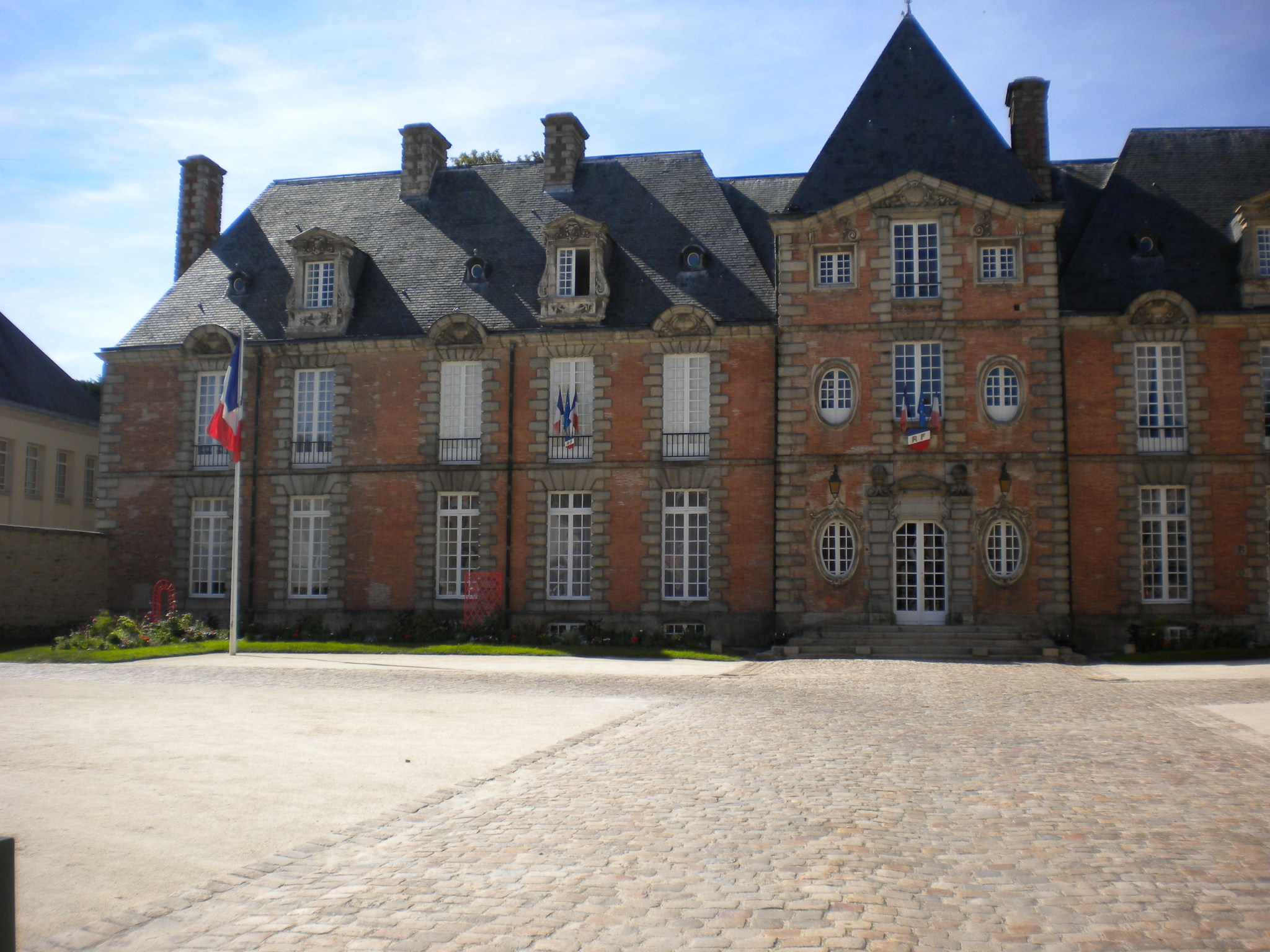
L'hôtel de Guise, siège de la préfecture de l'Orne.

L'actuel préfet de l'Orne est Sébastien Jallet

## Liste des préfets

### Consulat et Premier Empire (1800-1814)
| Période     | Période | Identité                             | Fonction précédente                                          | Observation            |
| ----------- | ------- | ------------------------------------ | ------------------------------------------------------------ | ---------------------- |
| 3 mars 1800 | 1814    | Joseph Victor Alexandre Lamagdelaine | Commissaire de l'administration centrale de la Haute-Garonne | Rappelé aux Cent-Jours |

### Première Restauration (1814-1815)
| Période       | Période | Identité               | Fonction précédente               | Observation             |
| ------------- | ------- | ---------------------- | --------------------------------- | ----------------------- |
| 21 avril 1814 | 1815    | Gabriel Marie de Riccé | Inspecteur des dépôts de remontes | Rappelé en juillet 1815 |

### Cent-Jours (1815)
| Période      | Période      | Identité                             | Fonction précédente                                          | Observation |
| ------------ | ------------ | ------------------------------------ | ------------------------------------------------------------ | ----------- |
| 22 mars 1815 | juillet 1815 | Joseph Victor Alexandre Lamagdelaine | Commissaire de l'administration centrale de la Haute-Garonne |             |

### Seconde Restauration (1815-1830)
- Vicomte Gabriel Marie de Riccé : 14 juillet 1815
- Marquis Charles Gilles Noël de La Morelie : 6 août 1817
- Marquis Seguier : 2 janvier 1823
- Armand Guy Charles de Coëtnempren, comte de Kersaint : 2 avril 1830

### Monarchie de Juillet (1830-1848)
- Jean Clogenson : 5 août 1830
- Claude-Joseph-Parfait Derville-Maléchard : 14 juillet 1833
- Eugène Mancel : 21 octobre 1836
- Comte Jules Hyacinthe Langlois d'Amilly : 24 mai 1837
- Aza de Vidaillan: 9 décembre 1845

### IIeRépublique (1848-1852)
- Camille Louis Berrier-Fontaine : 1er mars 1848
- Auguste - Théodore Visinet : 6 juillet 1848

### IIdEmpire (1852-1870)
- Victor de Matharel : 27 juillet 1859
- Baron Jeanin 	4 mars 1853
- Baron Ch.J.B Clément : 6 décembre 1851
- Roland Rodolphe Gaston Paulze d'Ivoy de la Poype : 20 novembre 1849
- A. Le Rat de Magnitot : 23 février 1863

### IIIeRépublique (1870-1940)
- Albert Christophle : 6 septembre 1870
- Antonin Dubost : 3 janvier 1871
- Baron de Vaufreland : 23 mars 1871
- Léon Larnac : 16 décembre 1874
- P.L. Lagrange de Langre : 13 avril 1876  rédacteur au Moniteur universel. Nommé préfet de la Sarthe
- A. Béchard : 12 juin 1877
- Henri de Ferron : 18 décembre 1877
- J.L.E. Reboul : 12 janvier 1880
- Maurice Robert de Massy : 28 février 1882
- Eugène Doucin : 29 novembre 1883
- Eugène Louis Sée : 12 février 1886
- Gabriel Leroux : 8 août 1887
- Dominique Beverini-Vico : 24 mai 1889
- Raoul Couppel du Lude : 12 février 1890
- Léonce Bret : 26 mai 1896
- Émile Moussard : 9 septembre 1902
- Baron Georges Fradin de Linière : 5 septembre 1904
- Eugène Schmidt : 10 juin 1909
- Joseph Carles : 22 mars 1911
- Robert Leneveu : 20 octobre 1911
- Charles Julien-Sauve : 19 juin 1917
- Joseph Desmars : 9 avril 1918
- Gustave Lambry : 15 janvier 1920
- Raoul Fauran : 16 mars 1922
- Charles Touzet : 11 octobre 1924
- Robert Billecard : 1er mars 1926
- Louis Callard : 1er juin 1930 (nommé préfet de la Côte-d'Or)
- François Natalelli : 5 octobre 1931
- Pierre Revilliod : 24 octobre 1934
- Maurice Agulhon : 6 avril 1936
- Bidaux : 1er novembre 1936
- Paul Amade : 3 novembre 1936

### Régime de Vichy (1940-1944)
- Georges Bernard : 3 novembre 1940
- Jean Leguay : 30 janvier 1944

### GPRF etIVeRépublique (1944-1958 )
- Robert Lecuyer : 15 août 1944[1]
- Édouard Lebas : 25 mai 1946
- Roland Bechoff : 1er août 1946
- Lucien Laumet : 1er juin 1950
- Francis Graeve : 12 mai 1951
- Jean Gervais : 21 juillet 1951
- Francis Graeve : 11 décembre 1956

### VeRépublique (depuis 1958)
| Période            | Période          | Identité                  | Fonction précédente | Observation                                                |
| ------------------ | ---------------- | ------------------------- | --- | ---------------------------------------------------------- |
| 9 juin 1959        |                  | Jean-Paul Martin          | |                                                            |
| 1er septembre 1962 |                  | Guy Malines               | |                                                            |
| 1er octobre 1964   |                  | Jean-Daniel Herrenschmidt | |                                                            |
| 1er septembre 1969 |                  | Jean Lucchesi             | |                                                            |
| 14 juin 1973       |                  | Jean-Claude Aurousseau    | |                                                            |
| 15 novembre 1975   |                  | Jacques Le Cornec         | |                                                            |
| 13 juillet 1979    |                  | Louis de Faucigny-Lucinge | Directeur du cabinet du préfet de la Loire-Atlantique                                                                                               |                                                            |
| 18 janvier 1983    | 18 janvier 1984  | Pierre North              | | Nommé préfet hors cadre                                    |
| 13 février 1984    |                  | Jean Jouandet             | |                                                            |
| 6 février 1986     |                  | Hélène Blanc              | |                                                            |
| 8 février 1989     | 6 mai 1993       | Paul Masseron             | | Nommé préfet de l'Allier                                   |
| 6 mai 1993         | 16 mars 1994     | Georges Laferrière        | Préfet de la Haute-Marne | Nommé préfet hors cadre                                    |
| 6 mai 1994         | 16 décembre 1998 | Bernard Tomasini          | | Nommé préfet du Cher                                       |
| 16 décembre 1998   | 21 juin 2001     | Jean-Jacques Debacq       | Préfet hors cadre | Nommé préfet des Pyrénées-Orientales                       |
| 21 juin 2001       | 9 juillet 2004   | Hugues Parant             | Préfet délégué pour la sécurité et la défense auprès du préfet des Bouches-du-Rhône                                                                 | Nommé préfet de Vaucluse                                   |
| 9 juillet 2004     | 9 mars 2006      | Michel Camux              | Préfet chargé d'une mission de service public relevant du Gouvernement                                                                              | Nommé préfet de la Sarthe                                  |
| 13 avril 2006      | 5 juillet 2007   | Jean Charbonniaud         | Préfet hors cadre | Nommé préfet hors cadre                                    |
| 5 juillet 2007     | 15 juillet 2009  | Michel Lafon              | Préfet de la Meuse | Nommé préfet hors cadre                                    |
| juillet 2009       | 22 juillet 2011  | Bertrand Maréchaux        | | Nommé directeur de l'Agence nationale des titres sécurisés |
| 22 juillet 2011    | 1er août 2012    | Joël Bouchité             | Préfet hors cadre | Nommé préfet hors cadre                                    |
| 1er août 2012      | 12 novembre 2014 | Jean-Christophe Moraud    | Administrateur civil | Nommé préfet de l'Yonne                                    |
| 4 décembre 2014    | 28 août 2017     | Isabelle David            | Secrétaire générale de la préfecture du Rhône | Nommée préfète des Deux-Sèvres                             |
| 28 août 2017,      | 15 janvier 2020  | Chantal Castelnot (d)     | Sous-préfète de Palaiseau | Nommée préfète de la Vienne                                |
| 15 janvier 2020    | 12 janvier 2022  | Françoise Taheri (d)      | Inspectrice générale de l'administration détachée en qualité de sous-préfète hors classe, secrétaire générale de la préfecture des Alpes-Maritimes. | Nommée préfet des Landes                                   |
| 12 janvier 2022,   |                  | Sébastien Jallet          | Directeur de cabinet de la ministre chargée de l'Egalité                                                                                            |                                                            |